# Arco d'Augusto (Fano)

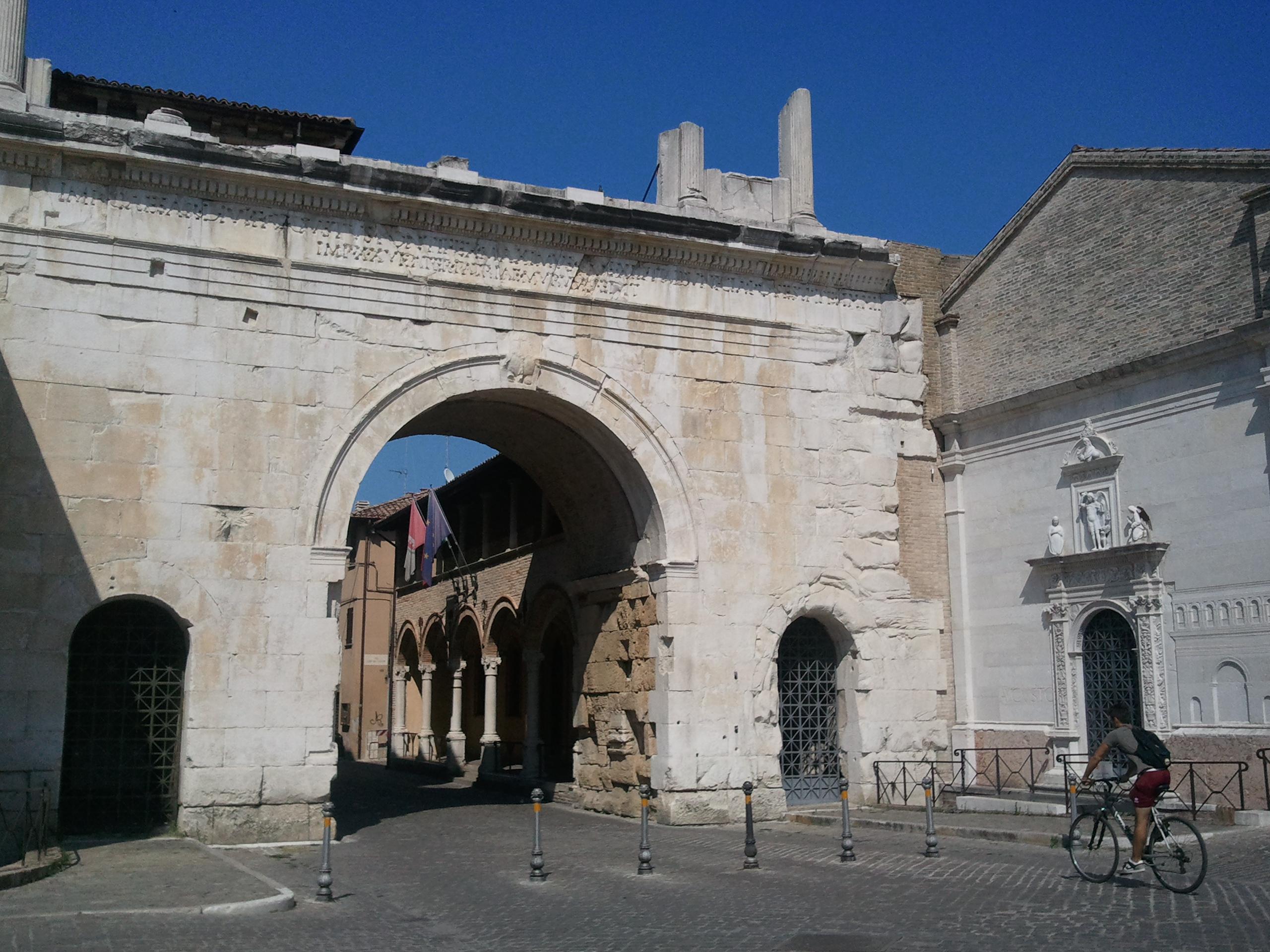
Arco di Augusto di Fano

L'Arco d'Augusto di Fano è la porta cittadina in forma di arco a tre fornici. Costituisce l'accesso in città dall'antica via Flaminia, che all'interno delle mura diventa il decumano massimo. È uno dei simboli della città.
La porta Augustea, o più comunemente chiamata Arco d'Augusto, è uno dei pochi monumenti di epoca romana pervenuti quasi per intero. È l'antica porta d'accesso della città  Fanum Fortunae e non un arco onorario.

## Storia
La porta augustea fu fatta edificare dal princeps Cesare Ottaviano Augusto nel 9 d.C., poiché ciò avvenne nell'anno del suo 32º tribunato. Fu in epoca romana la principale porta d'accesso alla Colonia Julia Fanestris, colonia dedotta nella località di Fanum Fortunae  (tempio dedicato alla dea Fortuna). Si presume che nella Fanum Fortunae esistessero almeno altre due porte, oggi scomparse, poste una a sud e l'altra, prossima al mare.
Nel IV secolo d.C. il prefetto dell'imperatore Costantino, Turcio Secondo Aproniano, restaurò la porta augustea e fece aggiungere nell'attico un'epigrafe oggi scomparsa, senza tuttavia cancellare quella precedente di Cesare Ottaviano Augusto, creando così un filo conduttore tra i due imperatori.
Dopo secoli di oblio, nel 1423, il padre dell'archeologia, Ciriaco d'Ancona, dinanzi ad un affollato consesso di cittadini fanesi, illustrò l'arco e ne tradusse e commentò l'iscrizione.
Nel 1463, durante la guerra di successione napoletana, il conte di Urbino Federico da Montefeltro (alleato di papa Pio II) assediò Fano per espugnare Sigismondo Pandolfo Malatesta, signore della città e ribelle al pontefice per aver aderito alla causa angioina.
Durante l'assedio le artigliere di Federico di Montefeltro distrussero gran parte dell'attico superiore della porta augustea le cui macerie non furono usate per ripristinare l'arco ma furono vendute dal comune alla Confraternita di San Michele che le sfruttarono per creare la facciata dell'omonima chiesa adiacente all'arco e per la loggia.
L'aspetto originario della porta resta testimoniato nel bassorilievo rinascimentale scolpito su un lato della facciata della chiesa, che si ipotizza sia basato su disegni di Ciriaco d'Ancona, che aveva studiato e riprodotto l'aspetto dell'arco prima della distruzione dell'attico.
Adiacente all'arco di Augusto, nel XIV secolo, la famiglia del Cassero fece costruire il suo palazzo, ristrutturato poi nel 1930 da Leonardo Severi e dunque ora Palazzo del Cassero ora Colavolpe Severi.

## Architettura

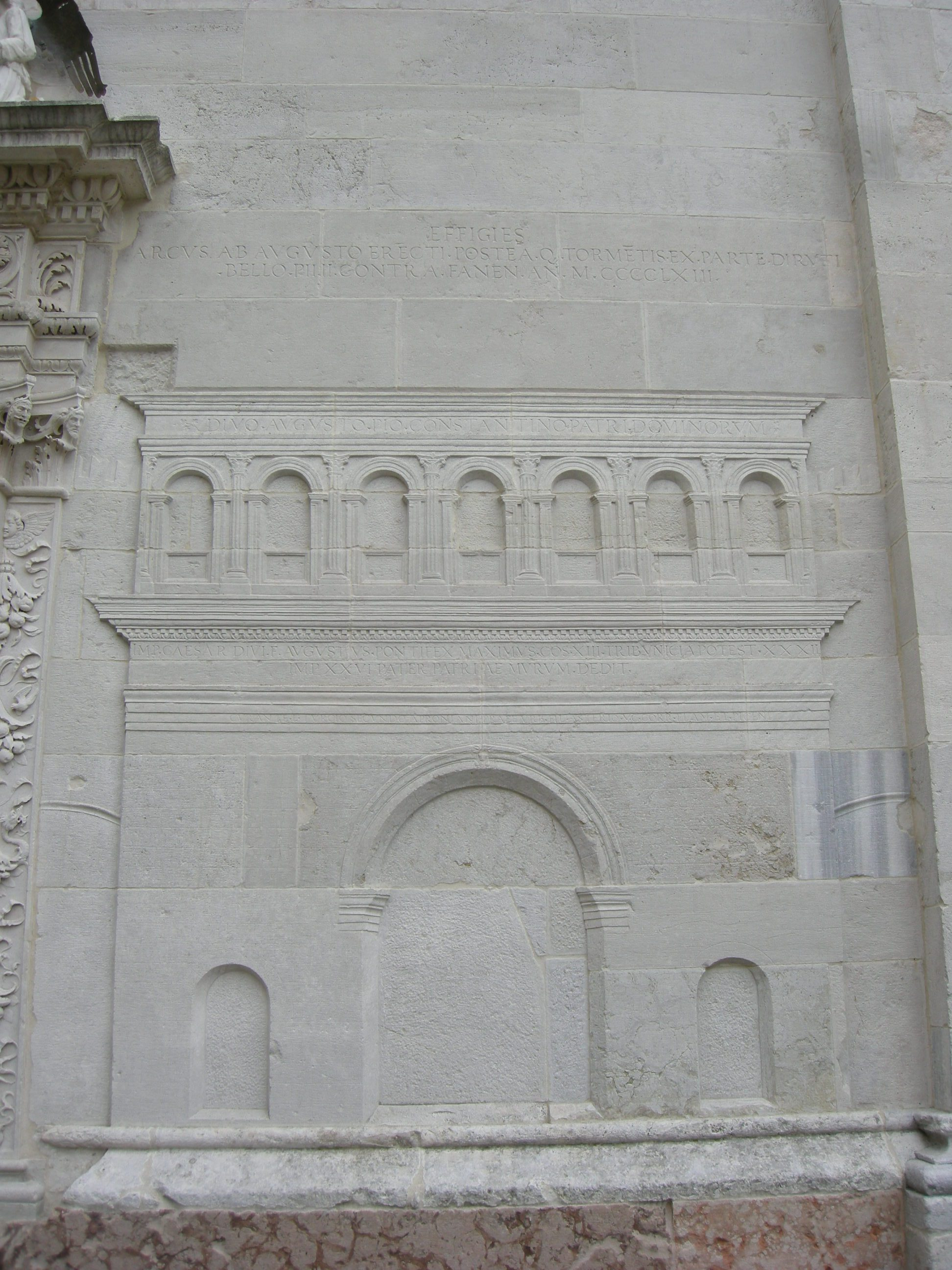
L'Arco di Augusto, raffigurato ancora integro, sul bassorilievo rinascimentale della facciata della vicina chiesa di San Michele

Costruito sul punto in cui la via Flaminia s'innesta nel decumano massimo della città, la porta, realizzata in travertino, è un arco a tre fornici con quello centrale più grande sotto cui passavano i carri, i cavalli e i mezzi di grandi dimensioni mentre i due fornici minori ai lati erano destinati ai pedoni.

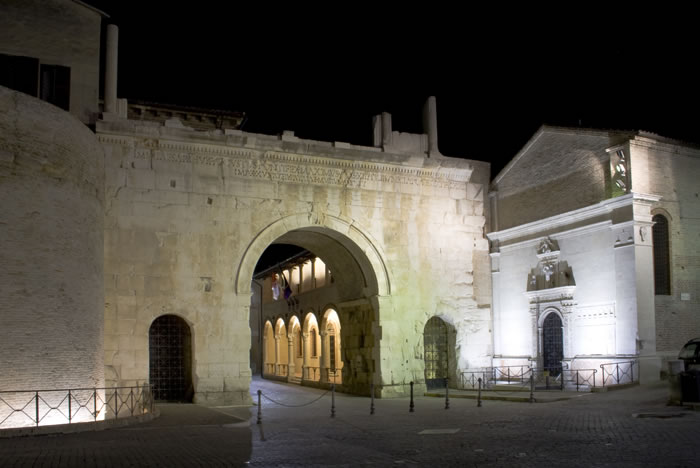
L'arco di Augusto in notturna.

La porta era affiancata da due torrioni con pianta a ferro di cavallo da cui poi partivano le mura che circondavano la colonia di Iulia Fanestris.
Realizzata esternamente in opera quadrata di blocchi in pietra d'Istria, il monumento presenta in due fornici laterali minori e un fornice centrale maggiore.
Alla sommità dell'Arco, nel lato posteriore, si può ancora vedere una parte della volta del cunicolo che metteva in comunicazione i due torrioni affiancati all'Arco.
Dei due torrioni oggi si è conservata l'ossatura e il primo metro della struttura mentre il resto è stato soggetto a restaurazioni e rimaneggiamenti, e di quello di destra rimangono solo le fondazioni rivestite di pietra arenaria, poiché fu abbattuto nel XV secolo per far spazio alla facciata della chiesa di San Michele.
I cunei dell'arco di mezzo sono diciassette, compresa la chiave dove era scolpita la testa di un animale identificabile con quella di un elefante, di un toro o un bue mentre i cunei dei fornici laterali sono sei, anche se in quello del fornice di destra non sono ben visibili a causa della presenza della chiesa adiacente.
Il corpo base, ancora ben conservato, sosteneva un grande attico, oggi perduto, a pseudoportico corinzio in cui si aprivano sette finestre arcuate separate da otto semicolonne.
Rimangono alcune basi di tipo attico e un frammento dell'intercolumnio con due mezze colonne e una colonna intera, il resto andò distrutto nel XV secolo d.C.
Non è sopravvissuto alcun capitello delle colonne del portico, sebbene il fusto di alcune sia ancora intero.
L'intero monumento ha affinità stilistiche con le porte augustee di Spello, di Aosta e soprattutto con quelle di Autun (antica Augustodunum) in Borgogna-Franca Contea.

## Iscrizioni
Nella trabeazione si trova a lettere incavate, poiché alloggiavano quelle in bronzo dorato che davano solennità e grandiosità alla porta a guisa di arco trionfale, la seguente iscrizione:
Un'altra epigrafe che risale allo stesso periodo di quella precedente è incisa sulla fascia mediana dell'architrave del corpo della porta.
Così recita: